# St. Marien (Attard)

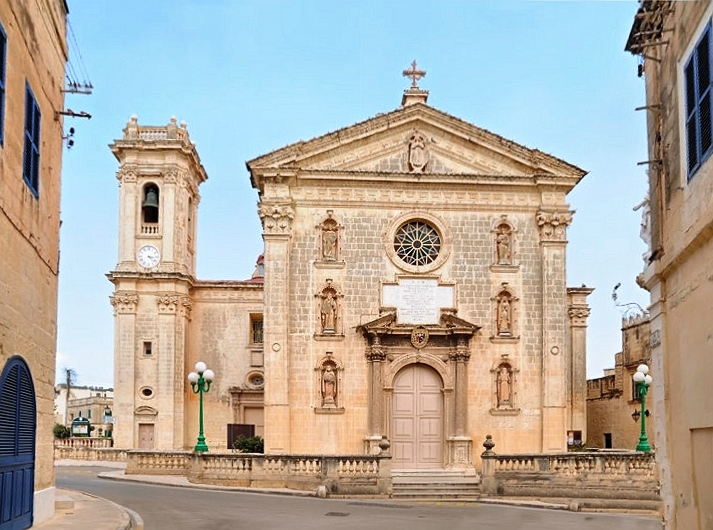
St. Marien

Die Kirche St. Marien (maltesisch Knisja Parrokkjali ta’ Santa Marija, englisch Parish Church of the Assumption of the Blessed Virgin in Heaven) ist die römisch-katholische Pfarrkirche von Attard auf der Insel Malta. Das Gebäude ist im National Inventory of the Cultural Property of the Maltese Islands unter der Nummer 148 aufgeführt und steht als Grade-1-Bauwerk unter Denkmalschutz. Sie gilt als eine der schönsten Renaissancekirchen Maltas.

## Geschichte
Attard wurde 1575 eine eigene Pfarrei. Die heutige Kirche wurde 1613 von dem maltesischen Architekten Tommaso Dingli erbaut. Im Jahr 1718 wurde ein Glockenturm der Kirche hinzugefügt. Das heutige Patrozinium Mariä Aufnahme in den Himmel erhielt sie am 7. Mai 1730.

## Bauwerk
Die Kirche hat die traditionelle Form eines lateinischen Kreuzes. Die Fassade zeigt drei Paare der für Malta typischen Nischen mit Statuen darin, die symmetrisch angeordnet sind.